# Szara plamistość liści i łodyg owsa
Szara plamistość liści i łodyg owsa – nieinfekcyjna, fizjologiczna choroba owsa. Wywołana jest brakiem manganu. Objawia się szarawym zabarwieniem liści. Na środkowych liściach między żyłkami pojawia się chloroza, która brunatnieje i zmienia się w nekrozę. Zniszczona tkanka się wykusza, co skutkuje wyginaniem się liści.